# Покровка (Осинский район)
Покровка — деревня в Осинском городском округе Пермского края России.

## История
До 2019 года входила в состав ныне упразднённого Гремячинского сельского поселения Осинского района.

## География
Расположено на берегах реки Чеморды. Абсолютная высота — 207 метров над уровнем моря.
Климат
Климат характеризуется как умеренно континентальный, с продолжительной холодной зимой и коротким относительно тёплым летом. Средняя температура воздуха в зимний период составляет −10 °С (абсолютный минимум — −54 °С), в летний период — 20 °С (абсолютный максимум — 38 °С). Среднегодовое количество осадков — около 598 мм. Снежный покров держится в течение 160—170 дней в году.

## Население
| 2010 |
| ---- |
| 10   |

Половой состав
По данным Всероссийской переписи населения 2010 года в половой структуре населения мужчины составляли 40 %, женщины — соответственно 60 %.
Национальный состав
Согласно результатам переписи 2002 года, в национальной структуре населения русские составляли 100 % из 11 чел.